# On the Run
On the Run és la tercera cançó de l'àlbum The Dark Side of the Moon, aparegut el 1973 i enregistrat pel grup britànic de rock progressiu Pink Floyd. És un tema instrumental que tracta de les pressions que porten a la mort. Quan el grup tocava aquesta cançó en els concerts, una maqueta d'avió petita volava d'un costat a l'altre de l'escenari fins que acabava amb una explosió brillant.

## Composició
Aquesta peça es va crear a partir d'unes notes del sintetitzador EMS VCS 3 i es van accelerar i mesclar amb un generador de sorolls. Llavors s'hi van incorporar les parts de guitarra i els sorolls, amb un micròfon que va enregistrar tota mena de sorolls estranys. Hi ha altres parts de sintetitzador, que simulen l'efecte Doppler que es produeix quan un vehicle emet un so mentre està circulant.
Cap a la fi, se sent una explosió d'una bomba que esdevé gradualment més silenciosa, mentre a mesura que passa el temps comença a aparèixer el tic-tac d'un rellotge, que és la premonició de la següent peça, anomenada Time/Breathe (reprise).
Quan es va tocar per primer cop l'àlbum i la peça, abans que sortís enregistrat, s'anomenava Eclipse - a Piece For Assorted Lunatics i el tema s'anomenava The Travel Section i estava format per una simple improvisació de guitarra, en contrast amb el complex instrumental i electrònic que va resultar ser al final.

## Músics
- Roger Waters - VCS3, baix bordó
- David Gilmour - efectes de guitarra, EMS Synthi A, Cabina Leslie
- Roger The Hat - veus